# Sahurs
 Sahurs  es una población y comuna francesa, en la región de Alta Normandía, departamento de Sena Marítimo, en el distrito de Ruan y cantón de Grand-Couronne.

## Demografía
| 631 | 755 | 788 | 870 | 1008 | 1120 |
| Para los censos de 1962 a 1999 la población legal corresponde a la población sin duplicidades (Fuente: INSEE [Consultar]) |     |     |     |      |      |